# 迁江镇
迁江镇（壯語: Cingqgyangh)，是中华人民共和国广西壮族自治区来宾市兴宾区下辖的一个乡镇级行政单位。鎮內的文輝塔為廣西壯族自治區文物保護單位。

## 歷史沿革
- 秦代属桂林郡地。
- 汉代，属郁林郡之领方县地。
- 三国时代，属临浦县地。

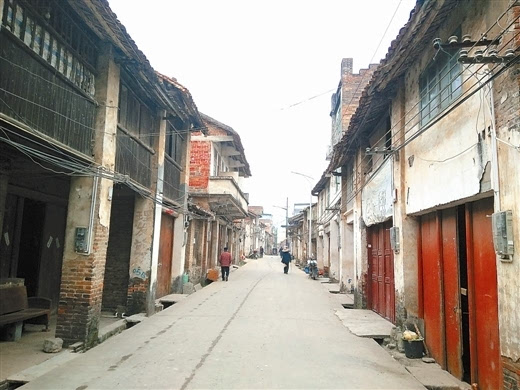
遷江鎮建於清末民初的老街道

- 唐代貞觀五年（631年），在遷江設置羈縻思剛州。
- 宋代天禧四年（1020年）廢思剛州設遷江縣，屬賓州，為遷江得名之始，沿稱至1952年併入來賓縣始廢。在此期間，遷江縣府一直在今遷江鎮境。[3]
- 元代屬賓州路。
- 明代洪武二年（1369年），改屬柳州府。
- 洪武二十五年（1392年）置迁江屯田千戶所，治所在今迁江镇。嘉靖七年（1528年）迁治迁江镇东南。清朝时废。
- 清代雍正三年（1725年），賓州改直隸州，遷江自柳州划出隸之。雍正十二年（1734年），又改屬思恩府。
- 民國初，遷江屬柳江道。至民國19年（1930年），屬賓陽民團區。民國21年，屬南寧民團區。民國38年，遷江屬第十三區，區治柳州。
- 中華人民共和國建立後，1949年-1950年，屬武鳴專區。1951年改屬南寧專區，後南寧專區改稱賓陽專區，遷江隨屬之。1952年6月，中共賓陽專區委員會口頭宣布遷江縣的五個區劃歸賓陽專區上林縣。11月，遷江劃歸來賓縣，並降為公社，后改制為鎮。[4]

## 地理

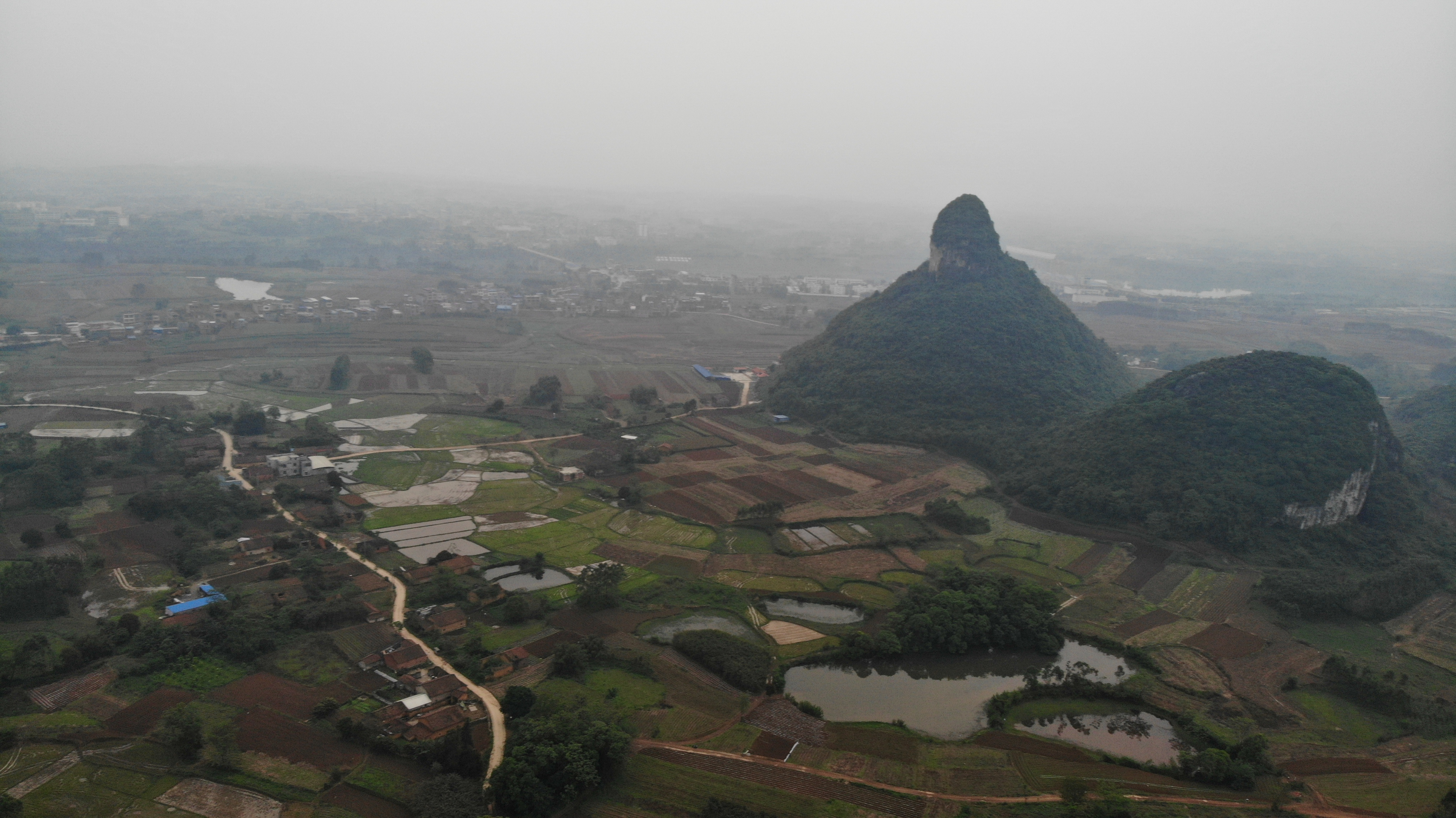
遷江印山

迁江镇位于来宾市西南部，距来宾市区29.3km，东接桥巩镇、良江镇，西连平阳镇、上林县，南邻陶邓乡、石陵镇，北界合山市。总面积463.8平方公里。
遷江鎮中心區域位於西江紅水河段支流清水河與紅水河交匯的沖積平原上。紅水河遷江段全長20千米，年平均流量為744億立方米。清水河遷江段全長21千米，年平均流量為40.7億立方米。鎮內有榜山、印山等山峰。境內有熔岩发育，地势自西北向南倾斜。主要山脉位於镇境东部，最高山无名山海拔486米。

## 行政区划
迁江镇下辖以下地区：
迁江社区、大黎村、大村、中贤村、高长村、印山村、龙盘村、雅山村、古欧村、新桥村、高龙村、龙灵村、方庆村、雷山村、河村、兴仁村、大里村、乐英村、阮云村、阮围村和迁江华侨农场生活区。

## 基礎設施

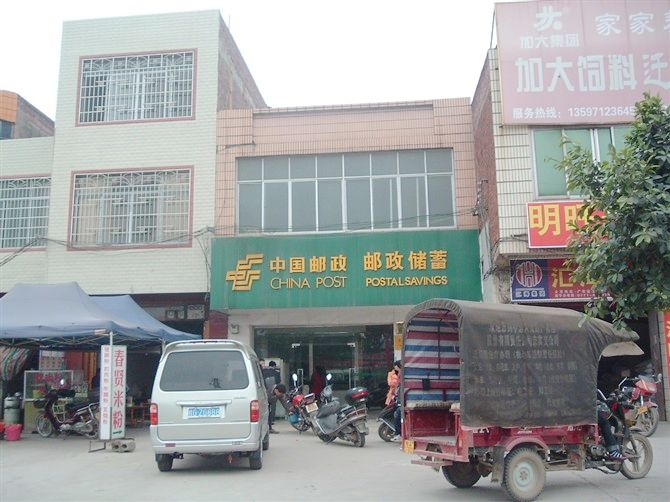
迁江镇邮政所

民國17年（1928年），遷江即有公路，目前該區段屬于322國道，而武平高速、355國道則由西向東縱貫遷江。來合鐵路的一條支線亦通向遷江境内，可達遷江糖業公司。
遷江圩草市于清光緒十七年（1891年）建立，迄今仍為鎮內最大的農貿市場。
始建於1974年的遷江糖業公司是鎮內的重要企業，主要經營榨糖和煉糖，兼生產酒精和纖維板。

## 文化教育
乾隆48年（1783年），遷江縣學印山書院在遷江文廟舊址上建立，光绪三十一年（1905年），遷江縣立高等小學堂在縣學印山书院成立，該學校為遷江第一所小學，1937年9月，遷江縣立國民中學成立，今為遷江中學。2006年，鎮内有3所中學校、1所中心小學校、20所完全小學和13个教學點。